# Fiji i olympiska sommarspelen 1972
Fiji deltog i de olympiska sommarspelen 1972 med en trupp bestående av två deltagare. Ingen av landets deltagare erövrade någon medalj.

## Friidrott
Herrarnas 400 meter
- Samuela Yavala
  - Heat - 47,76 - 6:e plats (gick inte vidare)

Herrarnas 5 000 meter
- Usaia Sotutu
  - Heat - 15:24,2 - 13:e plats (gick inte vidare)

Herrarnas 10 000 meter
- Usaia Sotutu
  - Heat - DNF - (fullföljde inte)

Herrarnas 3 000 meter hinder
- Usaia Sotutu
  - Heat - 9:12,0 - 12:e plats (gick inte vidare)